# Skoki narciarskie na Zimowych Igrzyskach Olimpijskich 1952
Skoki narciarskie na Zimowych Igrzyskach Olimpijskich 1952 – zawody olimpijskie w skokach narciarskich przeprowadzone 24 lutego 1952 roku w ramach igrzysk w Oslo.
Podczas igrzysk rozegrany został jeden konkurs skoków narciarskich. Były to zawody indywidualne na skoczni Holmenkollbakken w Oslo. Punkt krytyczny wynosił 63,5 metra, a strefa lądowania kończyła się na 72 metrze. Punkt kalkulacyjny ustalono na odległości 70 metrów. Najlepszym zawodnikiem okazał się Arnfinn Bergmann, który tym samym utrzymał dominację Norwegów jeśli chodzi o złote medale olimpijskie w skokach narciarskich. Srebro zdobył inny Norweg – Torbjørn Falkanger, a brąz wywalczył reprezentant Szwecji – Karl Holmström. Po pierwszej serii skoków prowadził Falkanger, jednak w drugiej serii uzyskał rezultat o cztery metry gorszy od drugiego w klasyfikacji Bergmanna i przegrał z nim o 4,5 punktu.
Łącznie w zawodach wystartowało 44 skoczków narciarskich z trzynastu państw. Najmłodszym zawodnikiem, który wziął udział w konkursie olimpijskim, był Antti Hyvärinen (19 lat i 248 dni), natomiast najstarszym – Stanisław Marusarz (38 lat i 251 dni). Zawody pod skocznią obejrzały 104 tysiące kibiców.
Po raz szósty skoczkowie narciarscy rywalizowali o medale igrzysk olimpijskich i po raz pierwszy miało to miejsce w Norwegii.

## Wyniki konkursu (24.02.1952)
| Miejsce | Skoczek              | Kraj              | Seria 1 | Seria 2 | Wynik punktowy |
| ------- | -------------------- | ----------------- | ------- | ------- | -------------- |
| 1.      | Arnfinn Bergmann     | Norwegia          | 67,5    | 68,0    | 226,0          |
| 2.      | Torbjørn Falkanger   | Norwegia          | 68,0    | 64,0    | 221,5          |
| 3.      | Karl Holmström       | Szwecja           | 67,0    | 65,5    | 219,5          |
| 4.      | Toni Brutscher       | Niemcy            | 66,5    | 62,5    | 216,5          |
| 4.      | Halvor Næs           | Norwegia          | 63,5    | 64,5    | 216,5          |
| 6.      | Arne Hoel            | Norwegia          | 66,5    | 63,5    | 215,5          |
| 7.      | Antti Hyvärinen      | Finlandia         | 66,5    | 61,5    | 213,5          |
| 8.      | Josef Weiler         | Niemcy            | 67,0    | 63,0    | 213,0          |
| 8.      | Pentti Uotinen       | Finlandia         | 63,0    | 64,5    | 213,0          |
| 10.     | Sepp Kleisl          | Niemcy            | 66,5    | 62,5    | 208,0          |
| 11.     | Hans Nordin          | Szwecja           | 63,5    | 61,5    | 206,5          |
| 12.     | Olavi Kuronen        | Finlandia         | 62,5    | 61,5    | 204,5          |
| 12.     | Keith Wegeman        | Stany Zjednoczone | 62,5    | 61,5    | 204,5          |
| 14.     | Walter Steinegger    | Austria           | 61,5    | 63,0    | 202,0          |
| 15.     | Art Devlin           | Stany Zjednoczone | 63,5    | 60,5    | 201,5          |
| 16.     | Janez Polda          | Jugosławia        | 62,5    | 62,0    | 200,5          |
| 16.     | Andreas Däscher      | Szwajcaria        | 62,0    | 61,0    | 200,5          |
| 18.     | Art Tokle            | Stany Zjednoczone | 62,5    | 63,0    | 199,5          |
| 18.     | Tauno Luiro          | Finlandia         | 60,5    | 64,0    | 199,5          |
| 20.     | Hans Däscher         | Szwajcaria        | 61,0    | 60,0    | 198,5          |
| 21.     | Rudolf Dietrich      | Austria           | 63,0    | 62,5    | 198,0          |
| 22.     | Willis Olson         | Stany Zjednoczone | 62,5    | 62,0    | 193,5          |
| 23.     | Jacques Perreten     | Szwajcaria        | 61,0    | 59,0    | 193,0          |
| 24.     | Antoni Wieczorek     | Polska            | 60,5    | 60,5    | 191,0          |
| 25.     | Jacques Charland     | Kanada            | 62,5    | 61,0    | 190,0          |
| 26.     | Fritz Schneider      | Szwajcaria        | 59,5    | 59,5    | 189,5          |
| 27.     | Stanisław Marusarz   | Polska            | 59,0    | 60,5    | 189,0          |
| 27.     | Tatsuo Watanabe      | Japonia           | 59,0    | 59,0    | 189,0          |
| 29.     | Karel Klančnik       | Jugosławia        | 60,0    | 56,5    | 188,5          |
| 29.     | Hans Eder            | Austria           | 57,5    | 55,5    | 188,5          |
| 31.     | Franz Dengg          | Niemcy            | 60,0    | 56,5    | 187,5          |
| 32.     | Bror Östman          | Szwecja           | 66,5    | 65,0    | 187,0          |
| 33.     | Jakub Węgrzynkiewicz | Polska            | 60,5    | 58,5    | 185,0          |
| 34.     | Ryoichi Fujisawa     | Japonia           | 57,5    | 55,5    | 183,5          |
| 35.     | Ari Guðmundsson      | Islandia          | 60,0    | 59,0    | 183,0          |
| 36.     | Hiroshi Yoshizawa    | Japonia           | 59,5    | 56,5    | 182,5          |
| 36.     | André Monnier        | Francja           | 56,0    | 56,0    | 182,5          |
| 38.     | Régis Rey            | Francja           | 56,5    | 57,5    | 181,5          |
| 39.     | Leopold Tajner       | Polska            | 57,0    | 56,5    | 178,0          |
| 40.     | Thure Lindgren       | Szwecja           | 63,0    | 62,5    | 175,5          |
| 41.     | Lucien Laferté       | Kanada            | 61,0    | 59,5    | 162,5          |
| 42.     | Kōzō Kawashima       | Japonia           | 59,5    | 56,0    | 148,0          |
| 43.     | Henri Thiollière     | Francja           | 56,5    | 55,0    | 142,5          |
| –       | Josef Bradl          | Austria           | 50,5    | –       | DNF            |